# Dave Hancock (homme politique canadien)
Pour les articles homonymes, voir Dave Hancock et Hancock.
David Graeme "Dave" Hancock, né le 10 août 1955 à Fort Resolution (Territoires du Nord-Ouest), est un avocat et un homme politique canadien. Il a été le 15e Premier ministre de l'Alberta du 23 mars au 15 septembre 2014 et il est l'actuel député qui représente la circonscription d'Edmonton-Whitemud à l'Assemblée législative de l'Alberta sous la barrière des progressiste-conservateurs.